# ساقية نجم
ساقية نجم بلدة جبلية سورية جميلة تتوزع بيوتها بين السهل و الجبل  تتبع ناحية عين الكروم  في منطقة سلحب في محافظة حماة. بلغ عدد سكانها 1932 نسمة في عام 2004 حسب إحصاء المكتب المركزي للإحصاء.

## وصلات خارجية
- الوحدات الإدارية في محافظة حماة نسخة محفوظة 18 أبريل 2019 على موقع واي باك مشين.